# Athalamia spathysii
Athalamia spathysii är en bladmossart som först beskrevs av Johann Bernhard Wilhelm Lindenberg, och fick sitt nu gällande namn av Sinske Hattori. Athalamia spathysii ingår i släktet Athalamia och familjen Cleveaceae. Inga underarter finns listade i Catalogue of Life.